# Luchtvaartmaatschappij
Een luchtvaartmaatschappij is een bedrijf dat vervoer door de lucht aanbiedt. In de regel verstaat men hieronder passagiers- en goederenvervoer per vliegtuig.

## Nationaal symbool
Luchtvaartmaatschappijen fungeren vaak als nationaal symbool, wat onderstreept wordt door kleurvoering en naam, en kunnen daarom doorgaans op sympathie van het publiek en - in geval van (financiële) problemen - op steun van de overheid rekenen. Zo waren de Amerikaanse en Nederlandse regering nodig voor het sluiten van een zogenaamde open skies-overeenkomst om te voorkomen dat de verregaande samenwerking tussen KLM en Northwest gedwarsboomd zou worden door beperkingen die beide landen aan buitenlandse firma's oplegden.
In de Europese Unie worden de luchtvaartmaatschappijen echter sinds enkele jaren steeds meer geacht op eigen benen te staan, wat onder andere tot gevolg heeft gehad dat bijvoorbeeld Sabena (België) en Swissair (Zwitserland) failliet gingen, maar ook dat Air France en KLM konden fuseren tot Air France-KLM.

## Bedrijfsstrategieën
De grote luchtvaartmaatschappijen bieden vaak zowel intercontinentale als regionale vluchten aan. Kleinere maatschappijen beperken zich tot hun thuiscontinent.

Hub-and-spokes, de rode punten (Denver en Los Angeles) zijn de hubs

Vooral voor lange-afstandsvluchten zijn twee gangbare strategieën in zwang: het hub-and-spokes-systeem wordt gekenmerkt door grootschalig vervoer tussen grote luchthavens, terwijl kleinere vliegtuigen passagiers van of naar regionale luchthavens brengen. Het alternatief is het verzorgen van directe verbindingen tussen luchthavens (point-to-point) ongeacht hun grootte. Dat heeft als voordeel dat de passagiers minder vaak of zelfs helemaal niet hoeven over te stappen. De keuze voor een van deze strategieën bepaalt goeddeels het aankoopbeleid van vliegtuigen, die in vervoerscapaciteit en vliegafstand van elkaar verschillen.
Een ander onderscheid tussen de verschillende bedrijven kan gemaakt worden op basis van hun doelgroep. De zakelijke markt is over het algemeen stabieler, economisch aantrekkelijker, maar ook kleiner dan de toeristische markt. De meeste luchtvaartmaatschappijen hebben beide groepen op het oog en richten hun vliegtuigen in verschillende klassen in om voor iedereen aantrekkelijke plaatsen beschikbaar te stellen.

### Netwerkmaatschappijen
Een groot aantal luchtvaartmaatschappijen heeft zich verenigd in samenwerkingsverbanden om kostenefficiënter te kunnen werken en om een uitgebreider netwerk van bestemmingen te kunnen aanbieden. In de praktijk merkt een passagier dit aan de gedeelde vluchtcodes, gezamenlijke loyaliteitsprogramma's voor trouwe klanten en de mogelijkheid om indien nodig tijdens één reis gebruik te maken van vliegtuigen van verschillende maatschappijen. Er zijn een paar grote allianties die voornamelijk bestaan uit een Amerikaanse maatschappij, één of twee Europese partners, een Aziatische maatschappij en meerdere kleine deelnemers. Oneworld (rond American Airlines en British Airways), Skyteam (met Air France-KLM en Delta Air Lines) en Star Alliance (o.a. United Airlines en Lufthansa) hebben het grootste deel van de wereldmarkt in handen. Tegen het eind van de jaren negentig hebben KLM en Northwest geprobeerd hun samenwerkingsverband uit te breiden tot een globale alliantie, Wings genaamd. Deze pogingen liepen echter op niets uit.

### Lagekostenluchtvaartmaatschappijen
In de jaren zeventig kwam in de Verenigde Staten het concept van low cost carriers of budget airlines op. Dit zijn luchtvaartmaatschappijen die tegen sterk gereduceerde tarieven plaatsbewijzen aanbieden. De lagere prijzen zijn mogelijk door bijvoorbeeld besparingen op distributie van tickets (door bijvoorbeeld online verkoop), door beperking van de service aan boord van vliegtuigen (geen maaltijden of versnaperingen, alleen tegen betaling) en door het klassieke onderscheid tussen economyclass (2e klasse) en businessclass (1e klasse) te laten vervallen. De tarieven variëren vaak sterk afhankelijk van boekingsdatum. Zo kunnen de vroegste boekers de laagste prijzen bedingen, terwijl late beslissers vaak evenveel moeten betalen als bij reguliere maatschappijen.
Deze maatschappijen richten zich vooral op vluchten over een korte afstand. Ze zijn snel gegroeid en hebben een groot marktaandeel in handen gekregen. In de Verenigde Staten lag dit aandeel rond de 30% en in Europa op 40% in 2018. De grootste en bekendste in Europa opererende budget airlines zijn easyJet en Ryanair. Het Amerikaanse Southwest Airlines wordt gezien als de pionier van deze ontwikkeling.
Voorzichtig proberen ze ook marktaandeel te winnen op de grotere afstanden. Laker Airways was de eerste die trans-Atlantische no-frillsdiensten aanbood. Aan het einde van de jaren zeventig voerde uit "Skytrain"-vluchten uit tussen Londen en New York. De dienst werd opgeheven toen British Airways en PanAm de prijzen verlaagden en Laker tot faillissement dreven. In 2004 verlaagde de Ierse maatschappij Aer Lingus zijn prijzen om te concurreren met maatschappijen als Ryanair, en begon ook trans-Atlantische no-frillsvluchten aan te bieden voor iets meer dan 100 euro. In 2004 bood de Canadese maatschappij Zoom Airlines ook goedkope vluchten aan van Glasgow en Manchester in het Verenigd Koninkrijk naar Canada voor 89 pond. Het was van korte duur want in augustus 2008 ging Zoom Airlines failliet.

## Capaciteit en vervoersprestaties
De commerciële luchtvaartindustrie stond nog in de kinderschoenen in jaren 1940, al waren de eerste luchtvaartmaatschappijen al zo'n 30 jaar eerder opgericht. In 1960 was het aantal vervoerde passagiers ongeveer 100 miljoen en in 1987 werd de grens van 1 miljard passagiers gepasseerd. Daarna kwam het in een stroomversnelling, in 18 jaar verdubbelde het tot 2 miljard passagiers, de grens van 3 miljard passagiers werd zeven jaar later overschreden en slechts 4 jaar later vlogen er 4 miljard passagiers op jaarbasis.
In 2017 werd 62 miljoen ton vracht door de lucht vervoerd. Dit is een fractie in vergelijking tot de hoeveelheid lading dat per schip werd getransporteerd. Het is een dure vorm van transport en daarom worden alleen kleine, lichte en kostbare waren of bederfelijke goederen per vliegtuig vervoerd. Van de totale wereldhandel werd in 2017 naar schatting slechts 1% van het volume per vliegtuig getransporteerd, maar dit vertegenwoordigde wel een aandeel van 35% in de totale waarde.
De capaciteit van een luchtvaartmaatschappij wordt uitgedrukt in stoel- of vrachttonkilometers. Dit zijn eenvoudige maatstaven die rekening houden met het aantal en type vliegtuigen waarmee een maatschappij vliegt en de afstanden die deze vliegtuigen afleggen.

### Passagiers
- Stoelkilometer (Engels Available Seat Kilometer ASK): het aantal stoelen in het vliegtuig vermenigvuldigd met het aantal gevlogen kilometers. Voorbeeld: als een vliegtuig met 100 stoelen een vlucht maakt van 500 kilometer dan is de aangeboden capaciteit 50.000 stoelkilometer.
- Passagierskilometer (Revenue Passenger Kilometer RPK): als het eerder genoemde vliegtuig maar 70 passagiers heeft, dan is de vervoersprestatie 35.000 passagierskilometer.
  - De bezettingsgraad van het vliegtuig is het aantal passagierskilometers gedeeld door de stoelkilometers, ofwel 70% in dit rekenvoorbeeld.

### Vracht
- Capaciteit in vrachttonkilometers (Available Ton Kilometer, ATK): De vrachtcapaciteit van een vliegtuig vermenigvuldigd met de afgelegde afstand.
- Vervoer in vrachttonkilometers (Revenue Ton Kilometer, RTK): De daadwerkelijk hoeveelheid vracht in een vliegtuig maal de gevlogen afstand.
  - De benuttingsgraad is de hoeveelheid vervoerde vracht gedeeld door de vrachtcapaciteit.

Door alle prestaties van alle uitgevoerde vluchten op te tellen worden de vervoersprestaties van de hele luchtvaartmaatschappij verkregen. De meeste luchtvaartmaatschappijen publiceren deze cijfers op maandbasis.